# V80
V80 – niemiecka doświadczalna jednostka pływająca, okręt podwodny (U-Boot) z okresu II wojny światowej.

## Historia
Hellmuth Walter, inżynier i naukowiec, jeszcze przed wojną prowadził badania nad zwiększeniem możliwości okrętów podwodnych. Zamierzał zbudować jednostkę mogącą pływać pod wodą dłużej i szybciej w porównaniu z dotychczas istniejącymi typami. Doszedł do wniosku, że należy zastosować napęd, który nie będzie zależny od dostępności powietrza atmosferycznego. Efektem jego prac było skonstruowania turbiny gazowej o obiegu zamkniętym. Turbina Waltera wykorzystywała energię cieplną powstającą w wyniku rozpadu nadtlenku wodoru na tlen i parę wodną (w obecności katalizatora). Ciśnienie gazów napędzało turbinę.
V80 zbudowany został w Kilonii w stoczni Germania Werft, a cała jego budowa objęta była całkowitą tajemnicą. Wodowanie nastąpiło 19 kwietnia 1940 roku. Jako okręt doświadczalny V80 odbył ponad 100 rejsów próbnych. W czasie jednego z nich, jesienią 1940,  osiągnął niewiarygodną wówczas prędkość 28 węzłów. Okręt został wycofany ze służby pod koniec 1942. Samozatopienie jednostki nastąpiło w marcu 1945 na Morzu Bałtyckim w rejonie Półwyspu Helskiego.
Kolejnym okrętem wykorzystującym napęd Waltera był większy V300 (U-791). W 1942 roku rozpoczęto budowę eksperymentalnych bojowych jednostek projektu Wa 201 (U-792, U-793) i WK 202 (U-794, U-795) oraz projektowanie dalszych typów U-Bootów.